# Santana do Ipanema
Santana do Ipanema là một thành phố ở bang Alagoas, Brasil. Thành phố này có dân số khoảng 45.000 người (năm 2005) và diện tích khoảng 438 km². Thành phố này nằm trên khu vực có độ cao trung bình 250 m trên mực nước biển, nhiệt độ trung bình hàng năm là 20 °C đến 39 °C.